# Timaea bivittatella
Timaea bivittatella är en fjärilsart som beskrevs av Walker 1863. Timaea bivittatella ingår i släktet Timaea och familjen äkta malar. Inga underarter finns listade i Catalogue of Life.